# Шаттак, Ким
Кимберли Дайан Шаттак, более известная как Ким Шаттак (англ. Kimberly Dianne Shattuck; род. 17 июля 1963, Бербанк, США – 2 октября 2019, Лос-Анджелес, США) — американская рок-музыкант, гитаристка и вокалистка. Стала известной благодаря работе в поп-панк группе The Muffs.

## Биография
Кимберли Шаттак родилась 17 июля 1963 года в американском городе Бербанк, Калифорния. В детстве познакомилась с творчеством различных рок-групп, в том числе с The Who, Blondie и Sex Pistols. Шаттак впервые начала играть на гитаре и писать песни после поступления в колледж в округе Ориндж на факультет фотографии. Тогда же на неё оказывали влияние музыканты британского и американского рока: Джон Леннон, Дейв Дэвис и Брайан Сетцер.
Музыкальную карьеру Шаттак начала в 80-х годах с игры на бас-гитаре в составе женской группы The Pandoras. В 1990 году Ким покидает группу вместе с клавишницей Мелани Ваммен, чтобы создать собственную группу. История The Muffs начинается в 1991 году с присоединения к девушкам Криса Красса, барабанщика. В 2013 году Ким также временно становится участником группы Pixies, пока её не исключили из состава спустя несколько месяцев. С The Muffs Ким Шаттак играет вплоть до 2019. В этом году она собирает группу под названием The Coolies и выпускает альбом под названием «Uh Oh! It's...The Coolies». Все деньги с продажи атрибутики этой группы, по словам Шаттак, были направлены в ALS Association — американскую некоммерческую компанию, занимающуюся исследованием бокового амиотрофического склероза, которым страдала сама, при этом, однако, не сообщая, что страдает им. Чуть позже, 2 октября 2019, она умирает от этой болезни.